# Mitiaro
Pour l’article homonyme, voir Mitiaro (circonscription).
Mitiaro est un atoll surélevé des Îles Cook. Avec Atiu et Mauke, elles forment le groupe des Ngaputoru (les Trois racines en maori). Il s'agit d'une île volcanique.

## Géographie

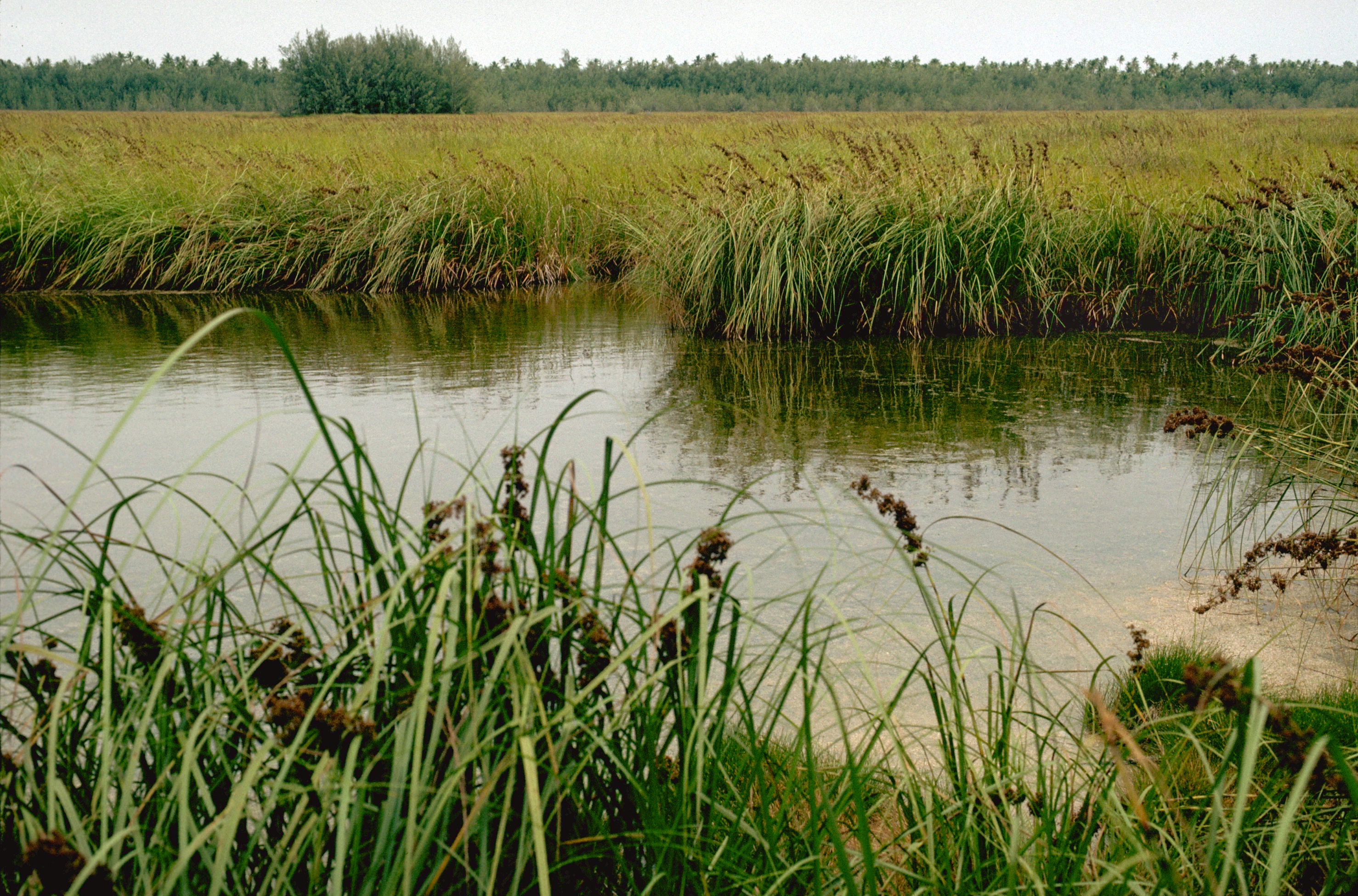
Les marécages sur Mitiaro.

Mitiaro est de forme ovale, sa largeur n'est que de six kilomètres mais de par sa superficie de 22,8 km2, elle est la quatrième plus grande île des Îles Cook.
D'origine volcanique, son centre est presque plat, marécageux et elle comporte deux lacs d'eau douce dans sa partie orientale (Te Rotonui et Te Rototui). Te Rotonui a une profondeur de 2 mètres maximum et communique avec l'Océan Pacifique à travers des failles souterraines dans le calcaire corallien du récif. Le fond est tapissé d'algues.
Ces lacs sont d'une température assez élevée (, et encore plus durant la saison chaude) sont habités par des petits poissons Eleotris fusca (en)(en maori kokopu) et des anguilles (anguilla obscura), en maori tuna ; ces dernières arrivent dans les lacs depuis les failles souterraines depuis le littoral. Plusieurs poissons ont été introduits par les humains au XXe siècle, comme le tilapia du Mozambique, le guppy et la gambusie, dans le but de réguler la population de moustiques. Les anguilles se nourrissent des tilapia. Malgré cette source de nourriture abondante, les anguilles souffrent des hautes températures (jusqu'à 30 °C de mai à septembre, et encore plus chaud entre octobre et avril), ce qui limite leur croissance.
Les plages sont relativement limitées et les criques sont d'une eau pure, bordées parfois de grottes creusées dans le calcaire. L'île est entourée par une ceinture de corail exondé haute de 6 à 9 mètres ce qui fait de Mitiaro un atoll surélevé.

## Démographie et histoire

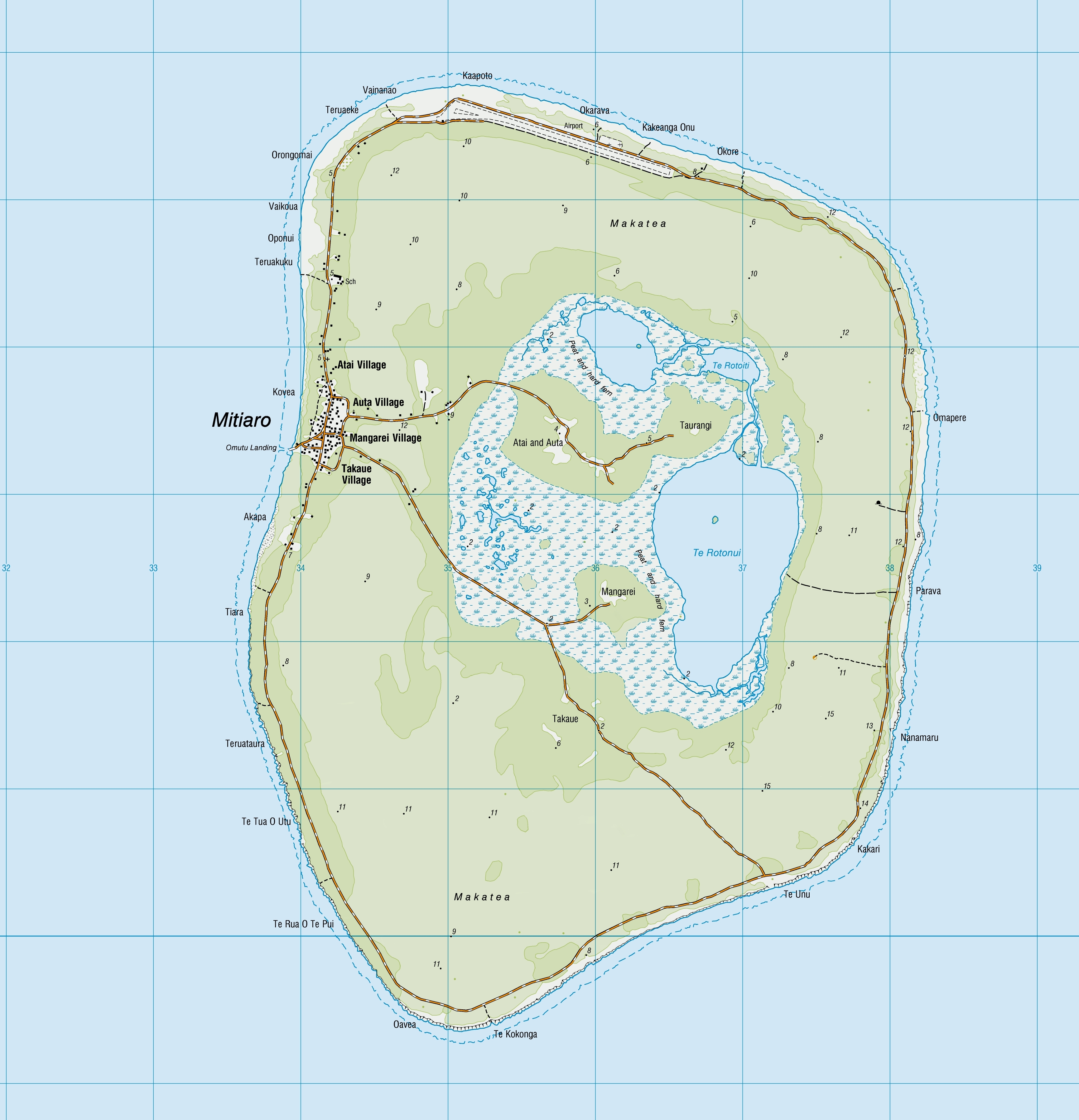
Carte topographique de Mitiaro.

Les quelques petits villages présents sont tous situés dans l'ouest de l'île : Atai, Auta, Mangarei et Takaue. Les habitants sont des Polynésiens qui ont fui la guerre sur l'île voisine d'Atiu. Le missionnaire britannique John Williams est arrivé sur Mitiaro en 1823, et laisse un pasteur qui convertir la centaine d'habitants au christianisme.
En 1888, l'île passe sous contrôle britannique au sein du protectorat de la fédération des îles Cook, avant l'annexion des îles Cook en 1901 par la Nouvelle-Zélande.
En 1991, l'île compte 250 habitants. En 2006, l'île comptait 219 habitants. Mitiaro a subi une baisse de 4,8 % de sa population par rapport à 2001 (contre une hausse de 8,6 % au niveau national)[réf. nécessaire].